# St Joseph Parish Church (Msida)

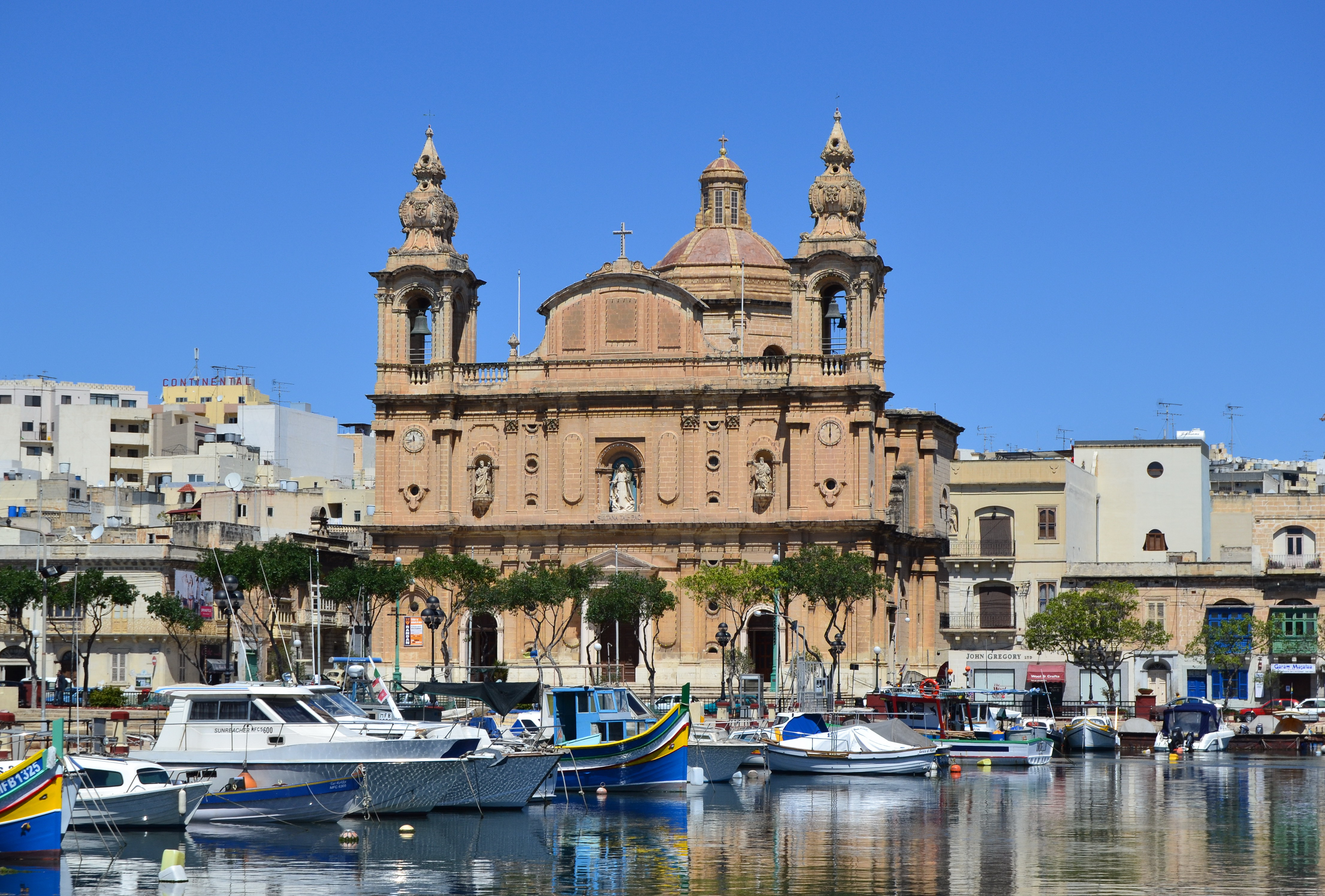
St Joseph Parish Church in Msida, Malta

St Joseph Parish Church (maltesisch Knisja ta’ San Ġużepp) ist ein römisch-katholisches Kirchengebäude in Msida auf Malta.

## Geschichte
Der Bau der Kirche begann am 23. Mai 1891, Architekt war der aus Luqa stammende Andrea Grima. Sie wurde am 22. April 1894 eingeweiht und steht unter dem Patrozinium des hl. Joseph.

## Beschreibung

### Äußeres
Die im neobarocken Stil erbaute Kirche weist einen kreuzförmigen Grundriss mit drei Apsiden auf. Die ausladende, von zwei Kirchtürmen flankierte und durch eine Anzahl von Nischen unterbrochene Fassade erinnert an die der Kirche San Domenico in Palermo, allerdings verwendete Grima darüber hinaus die im maltesischen Kirchenbau üblichen Pilaster zur Gliederung. Zur Bauzeit spiegelte die Fassade sich im Meer, das damals noch weiter ins Land hineinragte.

### Inneres
Im Inneren der Kirche finden sich bemerkenswerte Gemälde, darunter Werke von Emvin Cremona. Das Wandgemälde im Chorraum stammt von Giuseppe Cali und stellt den Tod des hl. Josef dar.

## Status
Das Gebäude dient als Pfarrkirche der örtlichen römisch-katholischen Gemeinde im Erzbistum Malta. Die Kirche ist als Baudenkmal im National Inventory of the Cultural Property of the Maltese Islands aufgeführt.